# Requiem for the Indifferent
Requiem for the Indifferent is het vijfde studioalbum van de Nederlandse metalband Epica. Het album werd door de platenmaatschappij Nuclear Blast op 9 maart 2012 uitgebracht.

## Tracklist
| 1.                 | Karma                                                               | Mark Jansen    | Mark Jansen, Coen Janssen, Simone Simons                   | 1:32 |
| 2.                 | Monopoly on Truth                                                   | Jansen, Simons | Isaac Delahaye, Jansen, Simons                             | 7:11 |
| 3.                 | Storm the Sorrow                                                    | Simons         | Janssen, Simons                                            | 5:12 |
| 4.                 | Delirium                                                            | Simons         | Janssen, Delahaye, Simons                                  | 6:07 |
| 5.                 | Internal Warfare (Eerbetoon aan de slachtoffers van Anders Breivik) | Simons         | Jansen, Delahaye, Janssen, Frank Schiphorst, Jack Driessen | 5:12 |
| 6.                 | Requiem for the Indifferent                                         | Jansen         | Jansen, Delahaye                                           | 8:34 |
| 7.                 | Anima                                                               |                | Jansen                                                     | 1:24 |
| 8.                 | Guilty Demeanor                                                     | Jansen         | Jansen                                                     | 3:22 |
| 9.                 | Deep Water Horizon                                                  | Simons         | Jansen, Delahaye, Janssen, Driessen                        | 6:32 |
| 10.                | Stay the Course                                                     | Jansen         | Jansen, Delahaye, Simons                                   | 4:25 |
| 11.                | Deter the Tyrant                                                    | Jansen         | Delahaye, Jansen                                           | 6:37 |
| 12.                | Avalanche                                                           | Simons         | Jansen, Delahaye, Simons                                   | 6:52 |
| 13.                | Serenade of Self-Destruction                                        | Simons         | Jansen, Delahaye, Janssen                                  | 9:55 |
| Totale duur: 72:55 |                                                                     |                |                                                            |      |

| Nr. | Titel     | Tekst  | Muziek | Duur |
| --- | --------- | ------ | ------ | ---- |
| 14. | Nostalgia | Jansen | Jansen | 3:26 |

| Nr. | Titel                            | Tekst  | Muziek | Duur |
| --- | -------------------------------- | ------ | ------ | ---- |
| 15. | Twin Flames (Soundtrack version) | Jansen | Jansen | 5:02 |

| Nr. | Titel                         | Tekst  | Muziek | Duur |
| --- | ----------------------------- | ------ | ------ | ---- |
| 16. | Twin Flames (Regular version) | Jansen | Jansen | 4:47 |

| Nr. | Titel                            | Tekst  | Muziek           | Duur |
| --- | -------------------------------- | ------ | ---------------- | ---- |
| 17. | Deter the Tyrant (Grunt version) | Jansen | Delahaye, Jansen | 6:37 |

| Nr. | Titel                            | Tekst                    | Muziek | Duur |
| --- | -------------------------------- | ------------------------ | --- | ---- |
| 18. | Forevermore (met Ruurd Woltring) | Woltring, Simons, Jansen | Ruurd Woltring, Simons, Jansen, Janssen, Delahaye, Rob van der Loo, Ariën van Weesenbeek, Joost van den Broek | 3:38 |

## Edities
Er was een fout aangetroffen bij alle cd's van de eerste editie van het album, waarop track 13, "Serenade of Self-Destruction", in feite een instrumentale versie is zonder de vocalen van Simons en Jansen. Als een compensatie besloot Nuclear Blast Records om de track (met de vocalen) als een gratis download beschikbaar te stellen. De fout was hersteld in de digipak versies.
Er zijn 9 verschillende edities van het album:
- De standaardeditie bevat de 13 bovenstaande tracks.[3]
- De CD + shirt-editie bevat de standaardeditie van het album, met een T-shirt in het formaat naar keuze.[2]
- De digipakeditie bevat het standaardalbum en de bonustrack "Nostalgia".
- De 2-LP witte vinyl-editie is gelimiteerd tot 150 exemplaren en bevat een poster in A2-formaat.
- De 2-LP zwarte vinyl-editie, bevat een poster in A2-formaat.
- De mailordereditie, gelimiteerd tot 500 exemplaren, bevat een houten doos, met daarin de gelimiteerde digipak, een exclusieve instrumentale cd als bonus, kunstansichtkaarten en een certificaat.
- De Amerikaanse editie bevat de 13 bovenstaande tracks en de bonustrack "Twin Flames" (soundtrack version).
- De 2-LP clear vinyl-editie, bevat een poster in A2-formaat.
- De 2-LP instrumentale black vinyl-editie, bevat een poster in A2-formaat.

## Verkoop
De verkoop van het album liep goed. In Nederland stond het album zes weken in de Album Top 100. Ook in België (zowel Vlaanderen als Wallonië), Finland , Frankrijk, Noorwegen, Oostenrijk, Zweden en Zwitserland haalde het de albumlijsten. 